# The Bowl (Douglas)
El The Bowl es un estadio de fútbol de usos múltiples ubicado en Douglas, Isla de Man. El estadio tiene capacidad para 3.000 espectadores y alberga los partidos de local de la selección de Ellan Vannin y Isla de Man.